# Macrosiphum silvaticum
Macrosiphum silvaticum är en insektsart. Macrosiphum silvaticum ingår i släktet Macrosiphum och familjen långrörsbladlöss. Inga underarter finns listade i Catalogue of Life.